# Louis Baillon
Louis Charles Baillon (Stanley, Falkland-szigetek, 1881. augusztus 5. – Brixworth, Northamptonshire, 1965. szeptember 9.) olimpiai bajnok brit gyeplabdázó.
A londoni 1908. évi nyári olimpiai játékokon indult, mint gyeplabdázó. Ezen az olimpián négy brit csapat is indult, de mindegyik külön nemzetnek számított. Ő az angol válogatott tagja volt. Az ír válogatottat győzték le a döntőben.